# Élections sénatoriales françaises de 1952
Les élections sénatoriales françaises de 1952 ont lieu le 18 mai dans le but d'élire les représentants au Conseil de la République. Elles font suite aux élections sénatoriales françaises de 1948 et constituent les troisièmes élections sénatoriales françaises sous la Quatrième République.

## Contexte
Le 11 août 1951, les socialistes quittent le gouvernement mais soutiennent encore le gouvernement d'Edgar Faure jusqu'au 8 mars 1952 avec sa chute. C'est Antoine Pinay qui devient président du Conseil. Cependant, Pinay avait voté les pleins pouvoirs à Pétain en 1940 et les socialistes retirent leur soutien tandis que les députés gaullistes lui accordent leurs soutiens. Les élections sénatoriales de 1952 sont donc marqués par un retour du clivage gauche et droite.

## Mode de scrutin
Le Conseil de la République est renouvelé selon la loi du 23 septembre 1948 par moitié tous les 3 ans.
Les membres de la Haute Assemblée sont élus par des députés, des départements métropolitains et des départements d'Outre-mer, c'est-à-dire des conseillers généraux et des « grands électeurs » des départements.
,

## Résultats
|       |                                                       |        |     |  |  |  |  |
| Parti | Parti                                                 | Sièges | +/- |  |  |  |  |
|       | Rassemblement des gauches républicaines (RGR)         | 73     | 14  |  |  |  |  |
|       | Section française de l'Internationale ouvrière (SFIO) | 56     | 6   |  |  |  |  |
|       | Républicains indépendants                             | 48     | 6   |  |  |  |  |
|       | Rassemblement du peuple français (RPF)                | 46     | 11  |  |  |  |  |
|       | Mouvement républicain populaire (MRP)                 | 24     | 3   |  |  |  |  |
|       | Centre républicain d'action rurale et sociale (CRARS) | 19     | 4   |  |  |  |  |
|       | Parti communiste français (PCF)                       | 16     | 2   |  |  |  |  |
|       | Indépendants d'outre-mer (IOM)                        | 11     | 11  |  |  |  |  |
|       | Parti républicain de la liberté (PRL)                 | 11     | 1   |  |  |  |  |
|       | Rassemblement d'outre-mer (ROM)                       | 9      | 9   |  |  |  |  |
|       | Non-inscrits                                          | 4      | 4   |  |  |  |  |
|       | Centre républicain (CR)                               | 3      | 3   |  |  |  |  |

## Analyse
À l’issue des élections sénatoriales, le groupe du Rassemblement des gauches républicaines et de la Gauche démocratique devient le groupe de la Gauche démocratique et du Rassemblement des Gauches Républicaines.

## Composition du Conseil de la République
| Groupe parlementaire                 | Groupe parlementaire                 | Groupe parlementaire                                                 | Sénateurs                            | Sénateurs                            | Sénateurs |
| Groupe parlementaire                 | Groupe parlementaire                 | Groupe parlementaire                                                 | Membres                              | Apparentés                           | Total     |
| ------------------------------------ | ------------------------------------ | -------------------------------------------------------------------- | ------------------------------------ | ------------------------------------ | --------- |
|                                      | RGR-GD                               | Rassemblement des Gauches Républicaines et de la Gauche Démocratique | 65                                   | 7                                    | 74        |
|                                      | SOC                                  | Socialiste                                                           | 53                                   | 2                                    | 55        |
|                                      | RPF                                  | Rassemblement du peuple français                                     | 48                                   | 2                                    | 50        |
|                                      | RI                                   | Républicains indépendants                                            | 44                                   | 3                                    | 47        |
|                                      | MRP                                  | Mouvement républicain populaire                                      | 24                                   | 0                                    | 24        |
|                                      | CRARS                                | Centre républicain d'action rurale et sociale                        | 17                                   | 2                                    | 19        |
|                                      | COM                                  | Communiste                                                           | 15                                   | 2                                    | 17        |
|                                      | IOM                                  | Indépendants d'Outre-mer                                             | 11                                   | 0                                    | 11        |
|                                      | PRL                                  | Parti républicain de la liberté                                      | 8                                    | 3                                    | 11        |
|                                      | ROM                                  | Rassemblement d'Outre-mer (rattaché au groupe du RPF)                | 4                                    | 0                                    | 4         |
|                                      | CR                                   | Centre Républicain (rattaché au groupe du MRP)                       | 3                                    | 0                                    | 3         |
|                                      |                                      |                                                                      |                                      |                                      |           |
| Total de sénateurs membre de groupes | Total de sénateurs membre de groupes | Total de sénateurs membre de groupes                                 | Total de sénateurs membre de groupes | Total de sénateurs membre de groupes | 311       |